# 鹿島学園高等学校
鹿島学園高等学校（かしまがくえんこうとうがっこう）は、茨城県鹿嶋市田野辺に所在する私立高等学校。
市内に茨城県立鹿島高等学校があるため「学園」と略されることもある（ただし、市内には清真学園高等学校も存在する）。

## 沿革
1984年10月、就学人口増加のため、当時の鹿島町は町議会で「県立高校誘致推進協議会」を設置するも、県側からは県立高校は設置しないとの通達をうけた。
それならばと、私立高校を設置すべく、鹿島町はミサワホーム社長三澤千代治を窓口に、新潟県に南イリノイ大学を誘致した実績がある日米貿易拡大促進協議会（代表・二階堂進）に高校学校誘致を依頼。協議会は、学習塾などの業界紙を発行していた昇業企画に打診し、山田圭祐が社長をつとめる学習塾の中堅だった山田義塾が、鹿島町での高等学校経営に名乗りをあげた。
鹿島町は約二万坪に及ぶ土地を安く払い下げ、補助金として三億円を出資。山田圭祐社長は「鹿島学園を茨城の開成にする」と豪語していたという。
かくして、1989年開校。少し前には土佐塾によって土佐塾中学校・高等学校が、池田教育ゼミナールによって池田学園池田中学・高等学校が開校しており、学習塾による公教育への参入として話題をまいた。初代の校長には元国立教育研究所研究部長・大野連太郎などが候補になっていた が、結局山田義塾側がコントロールし易く都立荻窪高で校長を務めていた経験がある渡辺寄喜を校長にした。渡辺校長には日本語と英語を併用したスピーチをしたエピソードがあり、社会科の受験参考書などの著作がある。
開学当初の1989年4月15日に、事務長が突然解雇された。その原因は裏口入学の金を横領していたためとも噂された。また山田義塾の山田圭祐社長が裏金をとって裏口入学をさせているとの噂は絶えず、実際に「賛助金」の名目で父兄から集めた金が、学園の会計に計上されず、事務長が茨城県警鹿島署で事情聴取を受けたと報道されたこともある。このような使途不明金がのぼったことのみならず、設備投資が嵩んだ上に山田義塾本体の経営不振から1992年に経営を常総学院に委譲。
常総学院からは原田敏和校長を派遣し、再建を図った（この間木内幸男も学校法人の副理事長として運営に携わっている）。
1999年に、常総学院から経営を引き継ぎ、早慶外語ゼミを運営していた余湖三千雄が理事長・校長に就任した。ただ、常総学院が経営をおこなっていた時期の理事長らによる不明朗な土地取得などの負債が巨額であったため、経営を圧迫。余湖三千雄は常総時代の理事長らを背任で告訴するとともに、教師の勧奨退職をすすめるなど、経営の合理化をはかった。ところが、強引なリストラを強行したため、解雇した教師から次々と裁判をおこされた。さらに現場の教師からの反発を強め、2000年には古参の教員が大量に退職、県が定める私立学校設置認可基準の教員数の最低限を下回る事態となった。鹿島学園高校の教職員組合は、余湖三千雄校長の不当労働行為などへ強い抵抗を続け、2004年にようやく和解が成立している。
2003年に福祉コースを開設、2005年からは通信制課程の認可を受け併設している。2016年にグローバルコースを開設した。
2015年4月2日、理事長・校長の余湖三千雄が、知人女性に乱暴したとして茨城県警行方署に強姦致傷と逮捕監禁の容疑で逮捕された。学園は余湖の理事長・校長職を解任、懲戒解雇とした。
2017年7月5日付の毎日新聞は、通信制課程の生徒数が、2013年度以降2017年にかけ、5年連続で定員の1.6倍にあたる4,000人を超過していると報じた。同校は茨城県からの是正指導にも従っておらず、文部科学省も事態を重視している模様である。また、それに伴い、通信制課程は2017年10月16日で当該年度の編入学の新規生募集停止の処分を受けた。

## 部活動・クラブ
スポーツを中心とした部活動では、鹿島アントラーズのユースに入団した生徒を積極的に受け入れており、2003年以来、サッカー部は全国高等学校サッカー選手権大会3年連続出場（鈴木雅人監督）の成績を残している。
また、2008年 - 2009年の間に行われた、第87回全国高等学校サッカー選手権大会において、ベスト4（全国3位）の成績を収め、現時点での最高成績である。
ゴルフ部は、2004年、2005年、2006年と3年連続全国高等学校ゴルフ選手権大会で優勝（鹿窪一郎監督）の実績を作っている。
野球部は、2006年には監督交代をめぐって部員が大量退部する事件 や、2007年には野球部監督の部員への暴行行為、野球部員の集団万引き事件 や部員の下級生への暴力事件 などの不祥事を引き起こしている。2021年の第103回全国高等学校野球選手権大会の県大会決勝で常総学院を3－2で破り、春夏を通じて甲子園初出場を決めた。
レスリング部は、2002年に全国選抜大会、全国高等学校総合体育大会に団体初出場。その後も全国高等学校総合体育大会団体6回出場し、2019年全国高等学校選抜・準優勝、全国高等学校総合体育大会・3位の成績を収める（高野謙二監督）。創部以来個人戦では、全国王者や全国上位入賞者を多数輩出している。
最近では女子クラブの強化も進んでおり、女子サッカー、女子バレーボール、女子ソフトボールといったクラブにも力を注いでいる。女子ソフトボールは創部2年で全国大会に出場し2023年には10年ぶり2度目の全国大会へ出場することになった。女子サッカーは2018年には初めて全国大会に出場した。
★は強化部。

### 運動部
- ★男子サッカー部
- 硬式テニス部
- ★硬式野球部
- ★剣道部
- ★水泳部
- ★レスリング部
- ★男子バスケットボール部
- 女子バスケットボール部
- ★女子バレーボール部
- ★女子サッカー部
- ★女子ソフトボール部
- ★陸上競技部
- ★ソフトテニス部
- 卓球部
- チアダンス部

### 文化部
- 英語部
- 文芸部
- 美術部
- 軽音楽部
- 吹奏楽部
- 茶道部

## 通信制課程の学習センター・学習連携校
通信制課程では、以下の各地に学習センター (高等学校通信教育)もしくは学習連携校契約している拠点を設けている。なお、通信制課程はカシマと略称される。
学習センター・学習連携校によって、大学進学コース、ダンス、ネイル、漫画、などの授業がある。

### 関東地方
E-Learning
東京サイバースペース／WEBスクール／ネットキャンパス
東京
池袋／秋葉原／飯田橋／渋谷／新宿／新宿ウイング／西新宿声優／原宿／吉祥寺／北千住／金町／町田／立川／八王子／両国／調布
茨城
鹿嶋／水戸／つくば／下舘／常総／古河／下妻／守谷
栃木
小山／宇都宮／栃木
群馬
高崎／館林／伊勢崎／太田
埼玉
志木／川越／草加／所沢／春日部／深谷／加須／鴻巣／大宮／東松山
千葉
千葉／青葉茂原／成田／市原／浦安／新鎌ケ谷
神奈川
横浜／横浜磯子セレンディップ／SENA厚木／鶴見／横浜港北／横浜港南台／南横浜／溝の口／相模原／MSG相模原／MSG二俣川／久里浜／平塚／湘南／小田原／逗子／セルフ高等学院橋本キャンパス／セルフ高等学院橋本駅前キャンパス

### その他の地方
岩手
盛岡いわてイーハトーヴ／一関／花巻／北上／大船渡／釜石／宮古／陸前高田／久慈
新潟
静岡
静岡／沼津／浜松
愛知
名古屋／名古屋東／名古屋栄／犬山／大曽根女子／一宮／刈谷／豊橋／岡崎
奈良
京都
舞鶴
大阪
梅田／上本町
福岡
博多／小倉
鹿児島
鹿児島／鹿屋／薩摩川内

## 提携校
メリルハースト大学のパシフィックインターナショナルアカデミー（PIA）に留学ができる。イギリス、カナダ、ニュージーランドへの留学も可能である。通信制課程の学習センターの一部では、提携校のアミューズメントメディア総合学院（ただし、アミューズメントメディア総合学院は専修学校ではなく、無認可校である）やメークアップアーチスト学院高等部と提携しているところもある。
その他、東大阪市を本拠地とする日本プロサッカーリーグ（Jリーグ）のサッカー・クラブチームであるFC大阪と業務提携しており、「鹿島学園高等学校・FC大阪高等学院」として、大阪市中央本校と堺校の2つで展開しており、U-18のチームに所属する選手に、サッカーを中心軸とした生活を送りながら、高校卒業資格取得を目指す環境を提供している（当該項参照）。

## 著名な出身者

### サッカー
- 野本泰崇：ポルベニル飛鳥所属
- 杉下聖哉：コンケーンFC所属
- 川俣慎一郎：南葛SC所属
- 阿渡真也：ヴェロスクロノス都農所属
- 安藝正俊：沖縄SV所属
- 青木翔大：ブラウブリッツ秋田所属
- 島田譲：アルビレックス新潟所属
- 土居聖真：モンテディオ山形所属
- 西谷和希：徳島ヴォルティス所属
- 鈴木隆雅：栃木シティFC所属
- 小泉勇人
- 鈴木優磨：鹿島アントラーズ所属
- 前田尚輝：ムサン・サラマ所属
- 大橋尚志：ツエーゲン金沢所属
- 町田浩樹：ロイヤル・ユニオン・サン＝ジロワーズ所属
- 色摩雄貴：エリース東京FC所属
- 上田綺世：フェイエノールト所属
- 片倉誠也：ツエーゲン金沢所属
- 沖悠哉：清水エスパルス所属
- 山田大樹：鹿島アントラーズ所属
- 舩橋佑：鹿島アントラーズ所属
- 下田栄祐：いわきFC所属
- 玉井小春：AC長野パルセイロ・レディース所属
- 金原朝陽：高知ユナイテッドSC所属

### 元選手
- 加藤慎也
- 大友慧
- 佐々木竜太
- 小谷野顕治
- 山本啓人
- 小峯拓也
- 工藤由夢
- 八木直生
- 中川義貴
- 宮内龍汰
- 岡田明久

### その他スポーツ
- 山野井絵理：元水泳選手
- 山岸舞：体操選手
- 穂積絵莉：テニス選手
- 國武大晃：スノーボーダー
- 田村男児：全日本プロレス所属のプロレスラー
- 都筑有夢路：サーファー